# David Conover

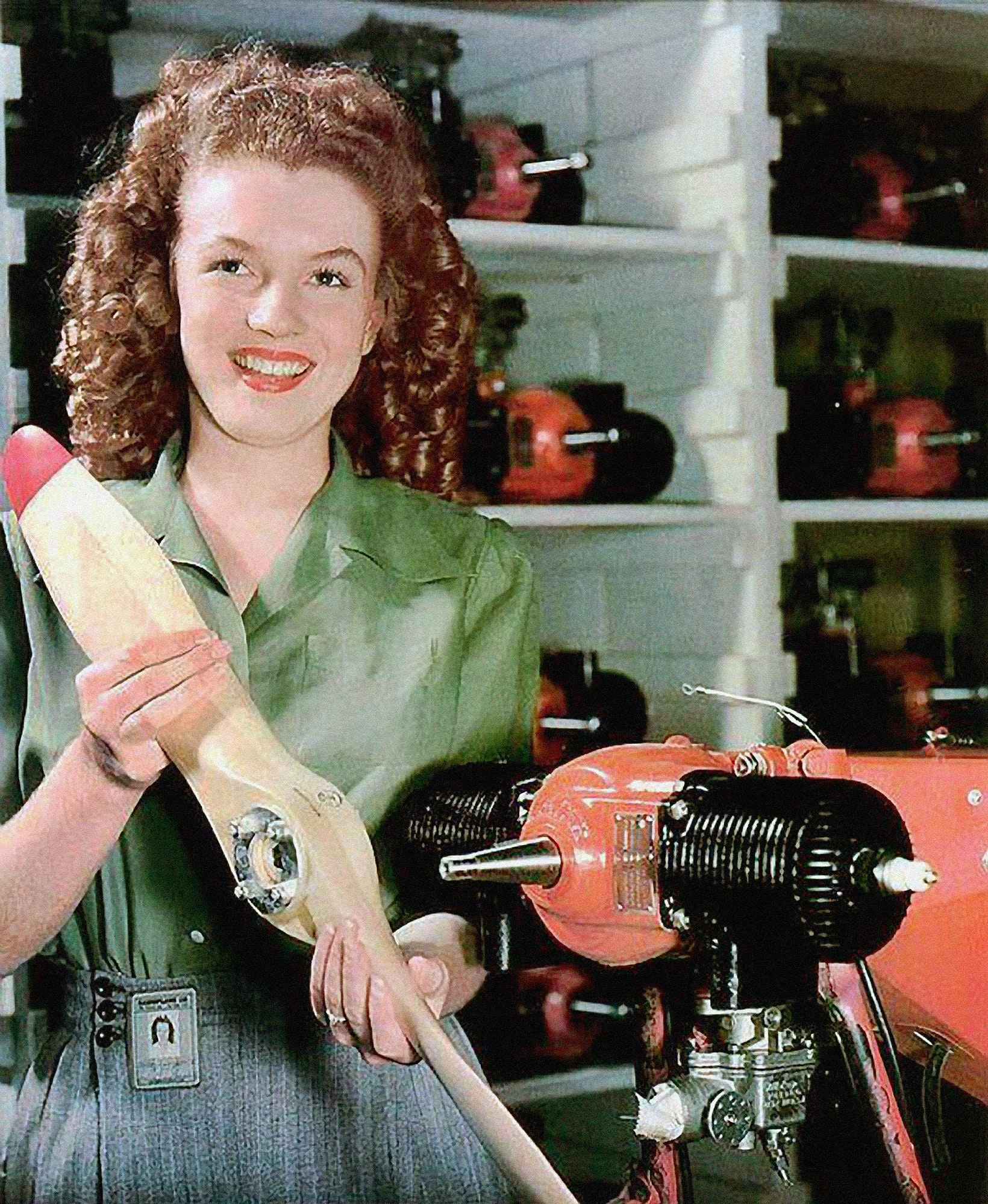
David Conovers Foto der Norma Jean Baker (1944)

David Conover (* 26. Juni 1919 in Missouri; † 21. Dezember 1983 in Kanada) war ein US-amerikanischer Schriftsteller und Fotograf, der die Schauspielerin Marilyn Monroe entdeckte.

## Leben
David Conover wurde in Missouri geboren und studierte in Kalifornien Fotografie. 1944 wurde er als Armeefotograf bei den Luftstreitkräften der Vereinigten Staaten angestellt. Der Hauptmann und spätere US-Präsident Ronald Reagan beauftragte ihn, für eine Veröffentlichung in der Militärzeitschrift Yank Aufnahmen weiblicher Angestellter der Radioplane Company zu machen; die Fotografien sollten als Stimmungsaufheller dienen. Conover begegnete hierbei der 18-jährigen Norma Jean Baker und unternahm eine Fotosession mit ihr. Er erkannte ihr Talent und ermutigte sie, sich als Model zu bewerben. Baker schloss Verträge mit der Blue Book Modeling Agency und 20th Century Fox ab und wurde bald unter dem Namen Marilyn Monroe bekannt. 
Unterdessen zog Conover nach Wallace Island (Gulf Islands, Kanada). Er veröffentlichte verschiedene Werke, darunter Once Upon an Island, ein Buch über den Wallace Island Marine Provincial Park und wie dieser zum Urlaubsort wurde. 1981 schrieb er das Buch Finding Marilyn: A Romance. Conover starb 1983 im Alter von 64 Jahren.